# Phyllophaga apolinaria
Phyllophaga apolinaria är en skalbaggsart som beskrevs av Saylor 1942. Phyllophaga apolinaria ingår i släktet Phyllophaga och familjen Melolonthidae. Inga underarter finns listade i Catalogue of Life.